# Bandiera delle Fær Øer
La bandiera delle Isole Fær Øer è una croce scandinava rossa bordata di azzurro su campo bianco. Il nome ufficiale è Merkið, che significa drappo o marchio. secondo la tradizione i colori starebbero ad indicare il bianco delle acque ghiacciate dei mari che circondano le isole, il blu per il cielo e il rosso per il sangue versato dalla popolazione per la sua indipendenza.
La bandiera acquistò popolarità e una certa ufficialità il 25 aprile 1940, quando il governo d'occupazione britannico la approvò come vessillo navale per le imbarcazioni delle isole: il 25 aprile è ancora celebrato, infatti, come Flaggdagur ("Giorno della bandiera").
Con l'Home Rule Act del 23 marzo 1948 la bandiera fu poi finalmente riconosciuta dal governo danese come la bandiera nazionale dell'arcipelago.
È interessante notare che il disegno della bandiera è contrario alle regole dell'araldica e della vessillologia, in base alle quali il colore rosso non può essere posto sopra il blu.

## Galleria d'immagini

Bandiera faroese non ufficiale in uso nel XIX secolo
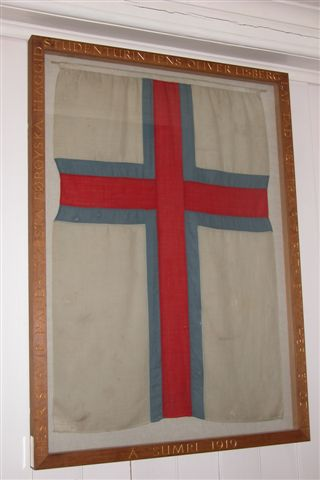
La prima bandiera originale, appesa nella chiesa di Fámjin
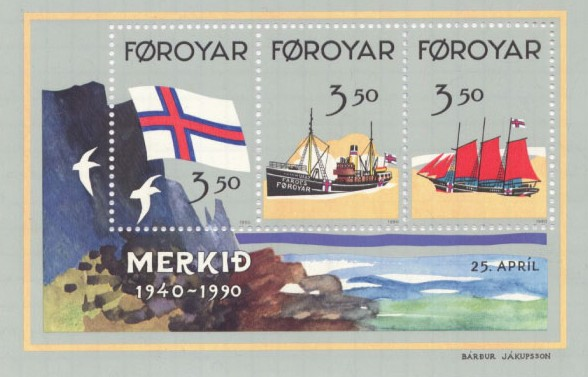
Merkið celebrata in un francobollo nazionale